# Brani musicali dei Beady Eye
Questa è la lista di tutte le canzoni eseguite dai Beady Eye.

## Brani inseriti negli album
Different Gear, Still Speeding
| Canzone                           | Album                          | Autore/i       |
| --------------------------------- | ------------------------------ | -------------- |
| Beatles and Stones                | Different Gear, Still Speeding | Liam Gallagher |
| Bring the Light                   | Different Gear, Still Speeding | Liam Gallagher |
| For Anyone                        | Different Gear, Still Speeding | Liam Gallagher |
| Four Letter Word                  | Different Gear, Still Speeding | Andy Bell      |
| Kill for a Dream                  | Different Gear, Still Speeding | Andy Bell      |
| Millionaire                       | Different Gear, Still Speeding | Andy Bell      |
| Standing on the Edge of the Noise | Different Gear, Still Speeding | Gem Archer     |
| The Beat Goes On                  | Different Gear, Still Speeding | Andy Bell      |
| The Morning Son                   | Different Gear, Still Speeding | Liam Gallagher |
| The Roller                        | Different Gear, Still Speeding | Gem Archer     |
| Three Ring Circus                 | Different Gear, Still Speeding | Gem Archer     |
| Wigwam                            | Different Gear, Still Speeding | Liam Gallagher |
| Wind Up Dream                     | Different Gear, Still Speeding | Gem Archer     |

BE
| Canzone                  | Album | Autore/i                              |
| ------------------------ | ----- | ------------------------------------- |
| Ballroom Figured         | BE    | Liam Gallagher                        |
| Don't Brother Me         | BE    | Liam Gallagher                        |
| Face the Crowd           | BE    | Andy Bell                             |
| Flick of the Finger      | BE    | Gem Archer, Andy Bell, Liam Gallagher |
| I'm Just Saying          | BE    | Andy Bell                             |
| Iz Rite                  | BE    | Gem Archer                            |
| Second Bite of the Apple | BE    | Gem Archer                            |
| Shine a Light            | BE    | Liam Gallagher                        |
| Soon Come Tomorrow       | BE    | Andy Bell                             |
| Soul Love                | BE    | Liam Gallagher                        |
| Start Anew               | BE    | Liam Gallagher                        |

## Lati b e tracce bonus
Different Gear, Still Speeding
| Canzone                     | Derivazione               | Autore/i                              |
| --------------------------- | ------------------------- | ------------------------------------- |
| In the Bubble with a Bullet | The Beat Goes On - Single | Liam Gallagher, Gem Archer, Andy Bell |
| Man of Misery               | Millionaire - Single      | Liam Gallagher                        |
| Two of a Kind               | The Roller - Single       | Gem Archer                            |
| World Outside My Room       | Four Letter Word - Single | Andy Bell                             |

BE
| Canzone                      | Album di derivazione              | Autore/i                 |
| ---------------------------- | --------------------------------- | ------------------------ |
| Back After the Break         | BE (Deluxe)                       | Gallagher, Archer e Bell |
| Dreaming of Some Space       | Second Bite of the Apple - Single | Gallagher, Archer e Bell |
| Evil Eye                     | BE (Japan Deluxe)                 | Gallagher, Archer e Bell |
| Girls in Uniform             | BE (Japan Deluxe)                 | Gallagher, Archer e Bell |
| Off at the Next Exit         | BE (Deluxe)                       | Gallagher, Archer e Bell |
| The World's Not Set in Stone | Shine a Light - Single            | Gallagher, Archer e Bell |

## Cover
| Autore                                   | Album                        | Scrittori                    |
| ---------------------------------------- | ---------------------------- | ---------------------------- |
| Across the Universe (cover The Beatles)  | Across the Universe - Single | John Lennon, Paul McCartney  |
| Sons of the Stage (cover World of Twist) | Bring the Light - Single     | Gordon King, Tony Odgen      |
| Blue Moon                                | Blue Moon                    | Lorenz Hart, Richard Rodgers |
| Cry Baby Cry (cover The Beatles)         | The Beatles (album)          | John Lennon, Paul McCartney  |

### Canzoni degli Oasis
Qui sotto vi è una lista di tutte le cover delle canzoni degli Oasis eseguite nei concerti dei Beady Eye.
- Rock 'n' Roll Star
- Morning Glory
- Wonderwall
- Live Forever
- Columbia
- Cigarettes & Alcohol